# Irmengardia pilosimana
Irmengardia pilosimana is een krabbensoort uit de familie van de Gecarcinucidae. De wetenschappelijke naam van de soort is voor het eerst geldig gepubliceerd in 1936 door Roux.